# Orthocerina
Orthocerina es un género de foraminífero bentónico considerado un sinónimo posterior de Chrysalidinella de la familia Reussellidae, de la superfamilia Buliminoidea, del suborden Buliminina y del orden Buliminida. Su especie tipo era Orthocerina ewaldi. Su rango cronoestratigráfico abarca desde el Pérmico hasta la Actualidad.

## Discusión
Clasificaciones previas incluían Orthocerina en el suborden Rotaliina del orden Rotaliida.

## Clasificación
Orthocerina incluía a las siguientes especies:
- Orthocerina ewaldi
- Orthocerina hexagona
- Orthocerina multicostata
- Orthocerina pupoides
- Orthocerina quadrilatera

Otra especie considerada en Orthocerina es:
- Orthocerina bicamerata, aceptado como Chrysalidinella bicamerata